# Argentinomyia praeustus
Argentinomyia praeustus är en tvåvingeart som först beskrevs av Friedrich Hermann Loew 1866.  Argentinomyia praeustus ingår i släktet Argentinomyia och familjen blomflugor.
Artens utbredningsområde är Kuba. Inga underarter finns listade i Catalogue of Life.